# Verdrag van Zgorzelec

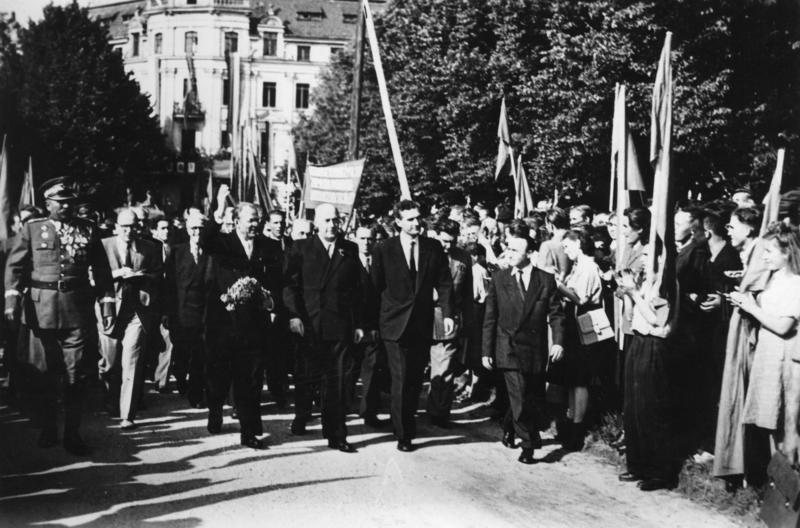
Józef Cyrankiewicz en Otto Grotewohl onderweg naar de ondertekening

Met het Verdrag van Zgorzelec, dat op 6 juli 1950 werd gesloten tussen de Duitse Democratische Republiek (DDR) en de Volksrepubliek Polen, erkende de DDR de Oder-Neissegrens als staatsgrens tussen Duitsland en Polen. Het verdrag werd ondertekend in Zgorzelec, het deel van de stad Görlitz dat op de oostelijke oever van de rivier de Neisse lag en na de Tweede Wereldoorlog aan Polen was toegewezen.
Een maand eerder, op 5 juni 1950, was een delegatie van de DDR onder leiding van Walter Ulbricht in Warschau om met de Poolse regering van Józef Cyrankiewicz de verdragstekst over het grensverloop te bepalen. De verdragstekst kwam tot stand onder druk van de Sovjet-Unie. Na de ondertekening werd de grens in het officiële DDR-taalgebruik aangeduid als "Oder-Neiße-Friedensgrenze" (Oder-Neisse-vredesgrens).
De Bondsrepubliek stelde zich op het standpunt dat de Oder-Neissegrens een demarcatielijn was en geen volkenrechtelijk erkende grens. In feite maakte de Bondsrepubliek vanaf de ondertekening van het Verdrag van Warschau in 1970 geen aanspraken meer op de voormalige gebieden van het Duitse Rijk in het oosten, maar pas met het Verdrag inzake de afsluitende regeling met betrekking tot Duitsland dat in 1990 werd ondertekend werd de Duits-Poolse grens definitief bevestigd.